# نقشه پیری رئیس

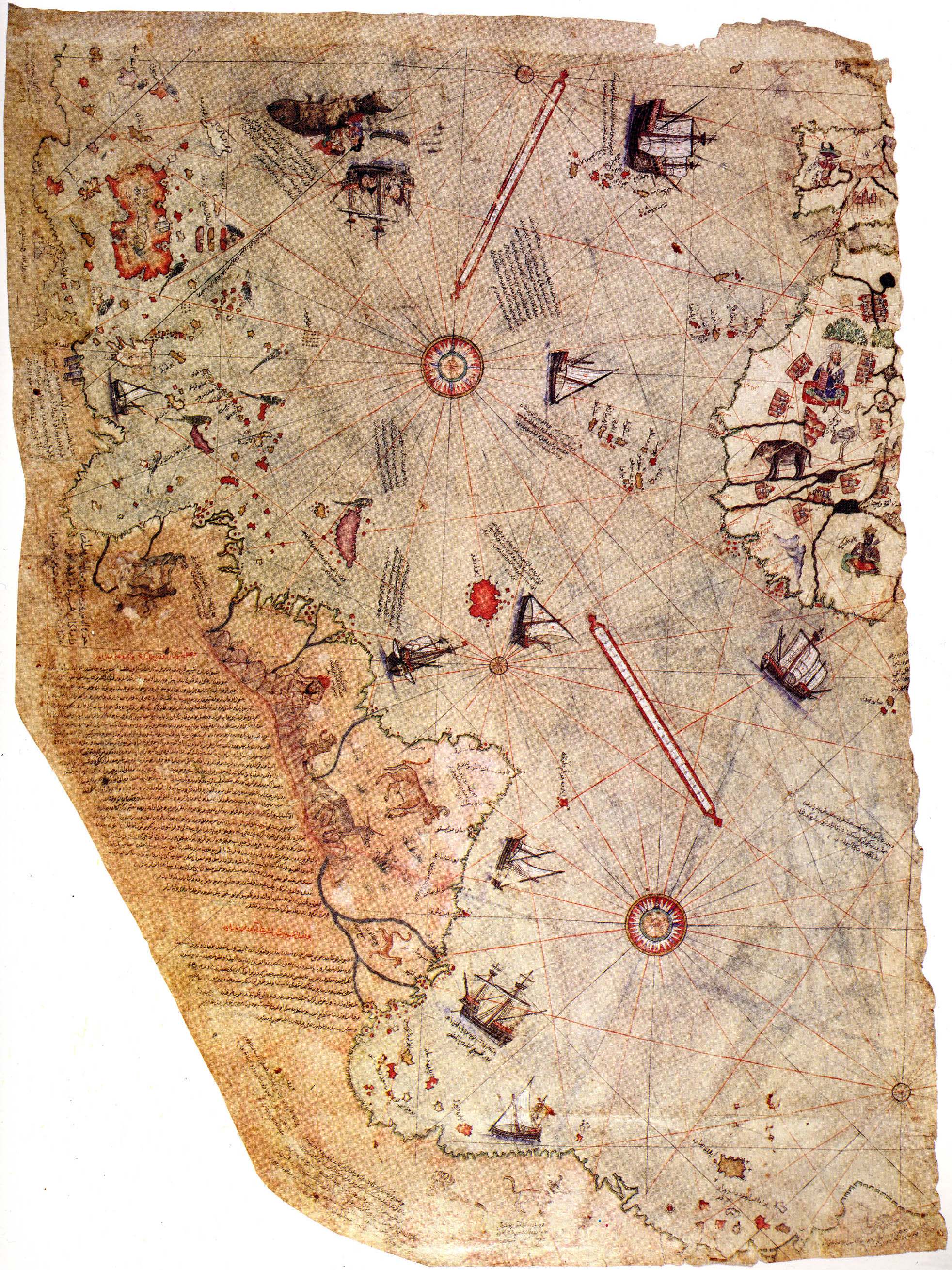
نقشهٔ پیری رئیس

نقشه پیری رئیس در سال ۱۹۲۹ (میلادی) به وسیله گروهی از تاریخ شناسان در قصر سلطنتی استانبول کشف شد. این نقشه توسط ناخدا پیری رئیس از مشهورترین کشتیران‌های عثمانی رسم شده‌است. جزایر، دره‌ها، رودها و خلیج‌های ساحل قطب جنوب را هم نشان می‌دهد. نقشه پیری رئیس بر روی پوست یک غزال کشیده شده‌است و تاریخ آن به سال ۱۵۱۳ (میلادی) برمی‌گردد. پیری رئیس در نوشته‌های خود آورده‌است که او این نقشه را از روی نقشه‌هایی که قدمت آنها به ۳۵۶ سال قبل از زادروز برمی‌گردد، کشیده‌است. کارشناسان بر این باورند که نقشه‌های نخستین سال‌ها پیش از این زمان کشیده شده‌اند، همچنین کارشناسان بر این باورند که نقشه‌کشان بعدی از نقشه قدیمی‌تر کپی برداشته و این رویه در خلال گذر تاریخ تکرار شده‌است. خطاهای نقشه پیری رئیس شاید به دلیل اشتباهات کپی برداران باشد. سایر خطاها را نیز می‌شود به تغییرات سطح زمین در طی سده‌های پی‌درپی نسبت داد.
در پژوهش‌هایی که توسط یک مهندس نقشه‌کش به نام تونی مالری و نقشه‌کش دیگری به نام والترز (نقشه‌بردار و کارتوگرافر انجمن هیدروگرافیک نیروی دریایی آمریکا) صورت گرفت، نتایج عجیبی کشف شد، در این نقشه به‌طور بادقت دریای مدیترانه و بحرالمیت و تمام سواحل آمریکای شمالی، جنوبی و حتی کرانه‌های قطب جنوب کشیده شده‌است. نقشه نه تنها حدود قاره‌ها را تعیین کرده بلکه حتی توپوگرافیک‌های داخلی را نیز با دقت نشان می‌دهد.